# Aicha vorm Wald
Aicha vorm Wald là một đô thị ở huyện Passau bang Bayern thuộc nước Đức.